# Żeremie

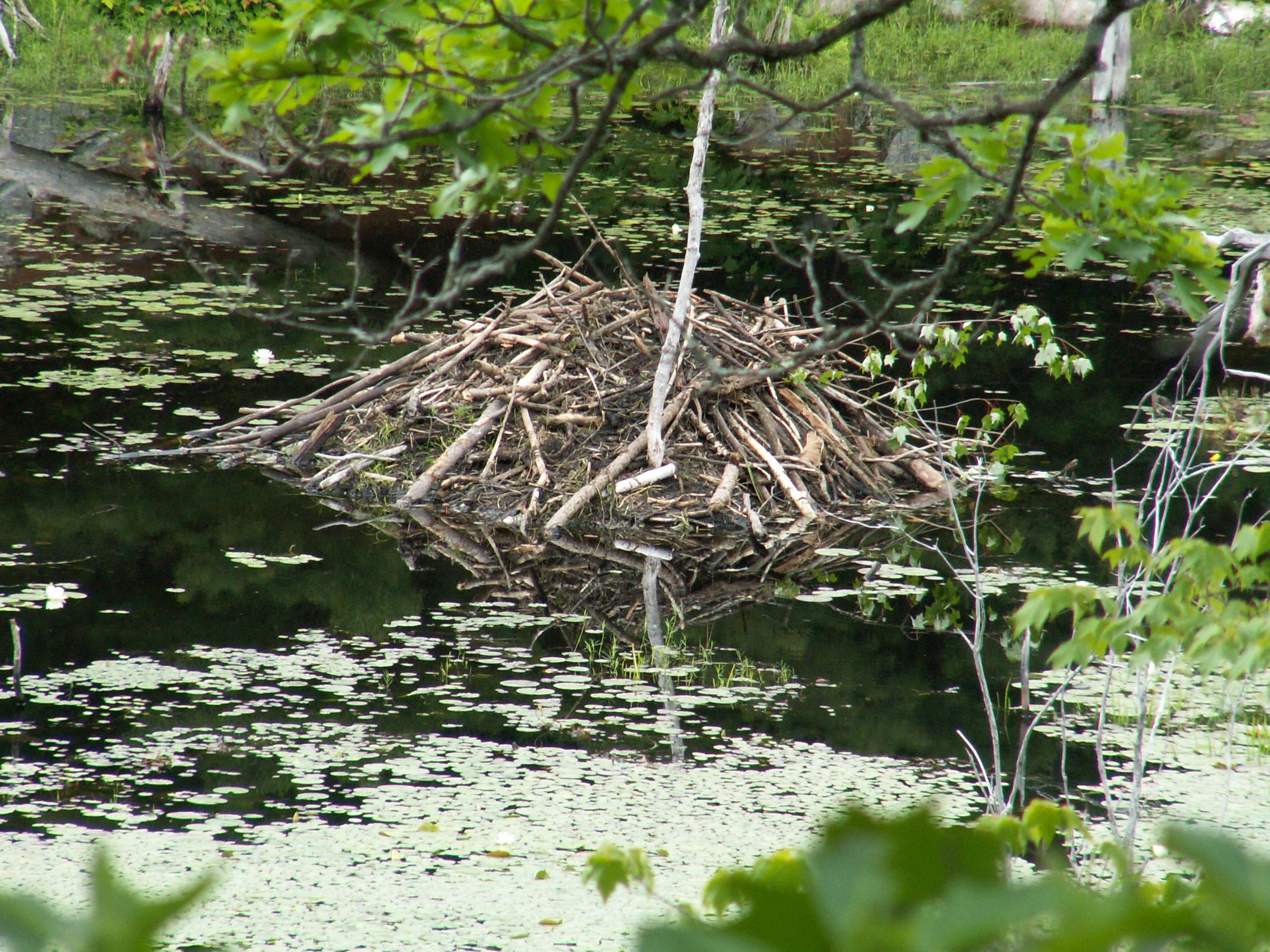
Żeremie bobrowe

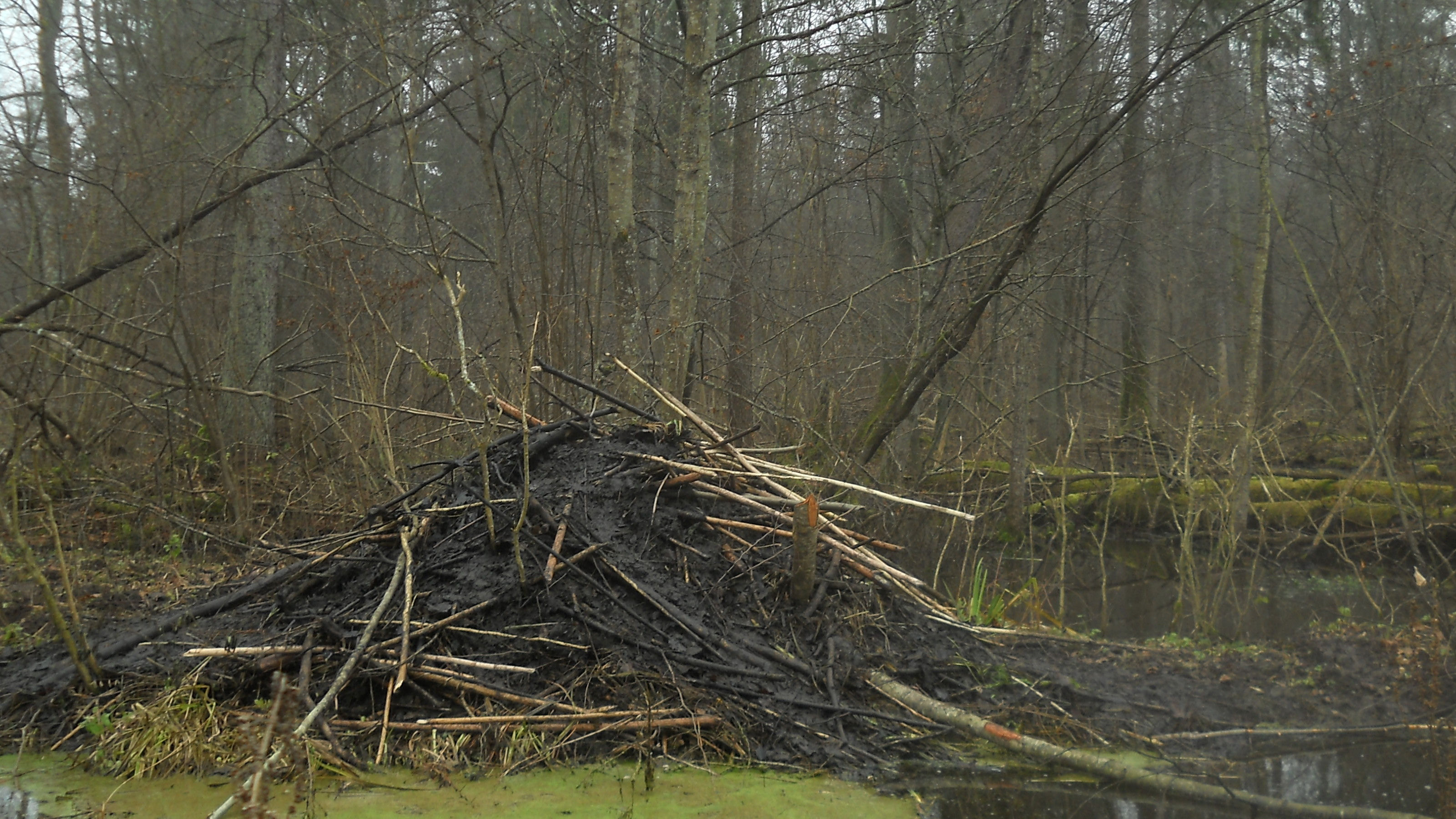
Żeremie w Puszczy Białowieskiej

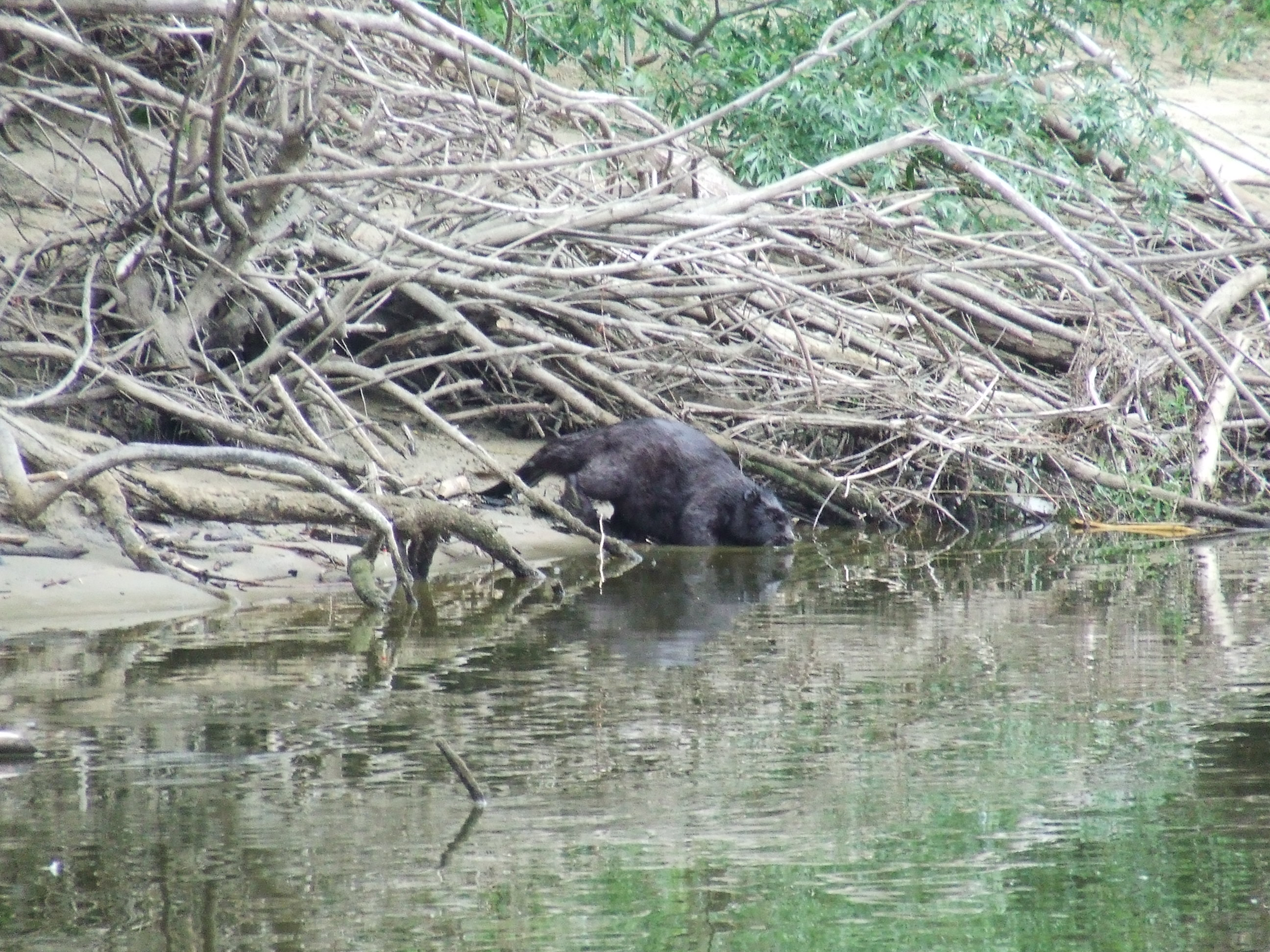
Żeremie na Wiśle w Warszawie

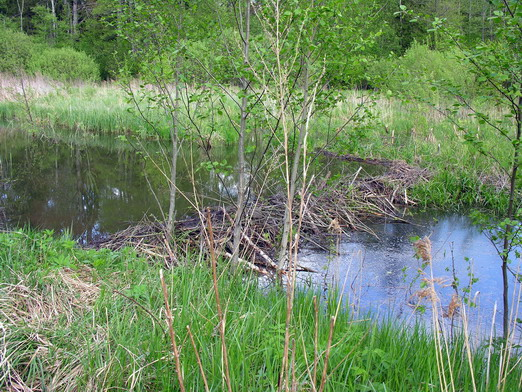
Bobrowa tama. Razem z żeremiami zapewnia bezpieczeństwo kolonii

Żeremie – konstrukcja ochronno-lęgowa budowana przez bobry. Zależnie od właściwości terenu żeremia mogą być zlokalizowane w jamie wyrytej w stromym  brzegu, lecz częściej bywają lokalizowane na podwyższeniach, w obszarze zabagnionym. Żeremia osiągają 1 do 3 metrów wysokości i średnicę do 12 metrów. Są budowane z gałęzi drzew, roślinności miękkiej i mułu. Do ich wnętrza bobry dostają się umieszczonym pod wodą wejściem (lub kilkoma). Na zewnątrz, nad wodę, mniej lub bardziej wystają dachy żeremi, przez które do wnętrza dociera powietrze. Zwykle zimą poziom wody jest najniższy i wtedy bobrowe domki są najbardziej widoczne. W lecie bobry mają większe możliwości regulowania poziomu wody i żeremia są mniej widoczne.
Zimą, gdy woda zamarznie, prawie cała aktywność bobrów koncentruje się w obszarze żeremi i w bezpośrednim ich sąsiedztwie. Przygotowane wcześniej i zgromadzone w wodzie zapasy gałęzi są zjadane na miejscu lub wciągane do środka, a po objedzeniu z łyka tworzą wewnątrz podwyższenie, na którym bobry mogą spać za dnia i rodzić młode. Podwyższenie zazwyczaj znajduje się ok. 20 cm nad poziomem wody. Sama przestrzeń sucha ma około 50 cm wysokości, a mieści się w niej do 8 bobrów (rodzice i  2-3 mioty). Drugą część chaty zajmuje woda. Nadmiar gałęzi jest usuwany w bezpośrednim sąsiedztwie, powodując stopniowe przyrastanie wielkości żeremi. W norach bobry nagarniają ziemię ze ścian bocznych i sufitu. Gdy sufit się zawali, wtedy niepotrzebny otwór zwierzęta zatykają gałęziami. W okresach powodziowych bobry mogą budować tymczasowe schronienia w kępach krzewów wystających nad wodę. Budowę nowego żeremia bobry zazwyczaj zaczynają z końcem sierpnia lub we wrześniu. Chatki są stożkowate i wyglądają jak kupa chrustu na opał. Gałęzie są mocowane w ziemi i przy pomocy przednich łap oblepiane mułem wewnątrz i na zewnątrz. Przy ubytku wody muł szybko obsycha,  nie pozwalając żadnemu drapieżnikowi na dostanie się do wnętrza. Oblepianie mułem równocześnie sprzyja pogłębianiu kanałów służących do dostarczania drzewnego pokarmu. Z pierwszymi przymrozkami bobry dodatkowo izolują chatki nową warstwą gliny. Zimą we wnętrzu zachowana jest dodatnia temperatura, woda więc nie zamarza i bobry mają możliwość swobodnego wychodzenia na zewnątrz (mogą do 15 minut nie oddychać). W silne mrozy nad chatkami unosi się para, co jest ewidentną oznaką ich obecności. Bobry dbają o czystość swoich żeremi i nigdy nie zaśmiecają ich ekskrementami i resztkami pożywienia.
Żeremia zamieszkane są otoczone wodą, której poziom reguluje cała kolonia, budując i uszczelniając tamy. Tamy są budowane poniżej żeremi. Tama spowalnia nurt, podnosi poziom wody i poszerza teren zalany. Bobry wodą mogą bezpiecznie dotrzeć do nowych drzew i ścinać je bezpośrednio do wody, tym samym ułatwiając sobie transport gałęzi na tamy i w pobliże żeremi. Ścięte drzewa zanurzone w wodzie dłużej zachowują świeżość łyka.